# Маэс, Туве
Туве Маэс (дат. Tove Maës; 30 апреля 1921, Копенгаген — 31 декабря 2010[…], Гентофте, Ховедстаден) — датская актриса кино, телевидения и театра, трёхкратный лауреат кинопремии «Бодиль».

## Биография
Туве Маэс родилась в 1921 году в Копенгагене. В 1942 году театральный директор Хельге Рунгвальд пригласил Маэс играть в Театр Оденсе. В 1946 году она дебютировала в кино в небольшой роли в фильме Billet mrk. После этого Бьярне и Астрид Хеннинг-Енсены пригласили её на главную роль в фильм «Дитте — дитя человеческое». Фильм получил широкое признание на международном уровне.
В 1954 году Маэс снялась в роди сумасшедшей девушки в экспериментальном фильме Himlen er Blå. Эта работа принесла ей первую премию «Бодиль». Актриса сыграла в нескольких фильмах по романам Мортена Корха. В 1960-х годах она играла в Театре Орхуса.
В 1975 году Маэс перевоплотилась в домохозяйку в комедии «Примите это как мужчина, мадам». В 1979 году она снялась в телесериале «Матадор». Она также получала премии «Бодиль» за лучшую женскую роль в фильмах Det er nat med fru Knudsen (1971) и «Феликс» (1983).
В 1942 году Маэс вышла замуж за актёра, сценариста и режиссёра Карла Оттосена. Впоследствии они развелись, и Маэс вышла замуж во второй раз за фотокорреспондента Йеспера Готтшальха. В 1952 году у них родился сын. Маэс скончалась в 2010 году на 90-м году жизни.